# Шедува
Шедува (лит. Šeduva) — місто в централній частині Литви, за 18 км від міста Радвілішкіс. Центр Шедувського міського та Шедувського сільського староств.

## Історія
1512 року засновано першу церкву. 1654 року Шедува набула міських прав і отримала Магдебурзьке право. За часів Російської імперії — заштатне місто Шадов Шавельського повіту Ковенської губернії. 1873 через місто пройшла залізниця. У 1950-1962 — центр Шедувського району.

## Визначні місця
- Костел Віднайдення Хреста (1640-1649)
- Історичний вітряк

## Населення
| Динаміка населення з 1897 по 2020 |          |          |          |          |          |
| 1897пер.                          | 1923пер. | 1970пер. | 1979пер. | 1989пер. | 2001пер. |
| 4474                              | 3186     | 3309     | 3347     | 3584     | 3400     |
| 2011пер.                          | 2020     | -        | -        | -        | -        |
| 2895                              | 2529     | -        | -        | -        | -        |
| Гістограма динаміки населення     |          |          |          |          |          |